# Рыльский, Иван Васильевич
Ива́н Васи́льевич Ры́льский (фамилия при рождении Аполло́нов; 1 [15] октября 1876, д. Ламоново, Звенигородский уезд, Московская губерния — 29 декабря 1952, Москва) — русский и советский архитектор, реставратор, преподаватель. Действительный член Академии архитектуры СССР, профессор, доктор архитектуры. Один из инициаторов создания в Москве музея архитектуры.

## Биография
Родился 1 (15 октября) 1876 года в семье крестьянина деревни Ламоново Звенигородского уезда Московской губернии Василия Аполлоновича Аполлонова, был усыновлён помещиком Рыльским. В 1894 году окончил Московское училище живописи, ваяния и зодчества (МУЖВЗ). После окончания училища выполнял чертёжные работы у архитектора А. Н. Померанцева в период строительства Верхних Торговых рядов, под руководством С. У. Соловьёва принимал участие в проектировании церкви для имения Самариных в селе Васильевском Самарской губернии. В 1900 году получил звание классного художника архитектуры и был удостоен большой серебряной медали МУЖВЗ за проект церкви в национальных формах.
После 1900 года Рыльский совершил непродолжительную поездку в Европу, где под руководством Р. Ф. Мельцера работал над проектом павильонов России на Всемирной выставке в Париже. По возвращении в Россию отбыл краткосрочную воинскую повинность и поступил в Высшее художественное училище при Императорской Академии художеств. В 1903 году Рыльскому была присуждена золотая медаль имени Ржевской и Демидова за механику, которой он был удостоен за расчёт статически неопределимых ферм на примере ферм здания Верхних Торговых рядов. В 1904 году с отличем окончил курс Высшего художественного училища и получил звание художника-архитектора. В том же году в связи с началом русско-японской войны был мобилизован; проходил службу в Омске в качестве военного инженера. В 1906 −1907 годах был послан в пенсионерскую поездку сначала в Лондон, затем в Индию.
С 1909 года Рыльский являлся членом-корреспондентом, а с 1910 года — действительным членом Московского археологического общества; в 1913 году сменил И. П. Машкова секретаря Комиссии Общества по сохранению древних памятников. По поручению Общества осуществлял архитектурные обмеры Сухаревой башни, Крутицкого подворья, храмов села Коломенского и храма села Бесед, памятников архитектуры в Ростове, Звенигороде и Ярославле. В качестве представителя МАО осуществлял наблюдение за реставрацией Успенского собора, Храма Василия Блаженного, Троицкого собора Троице-Сергиевого монастыря и Крутицкого подворья. Вместе с И. Э. Грабарём и И. В. Жолтовским в 1910-х годах входил в городское жюри, которое проводило в Москве «конкурсы красоты фасадов» .
С 1907 года И. В. Рыльский работал преподавателем в МУЖВЗ; 1908 года преподавал архитектурное проектирование на женских строительных курсах архитектора Ф. Л. Контрима; с 1910-го — в Среднем строительном училище московских инженеров и педагогов. Параллельно общественной и преподавательской деятельности имел частную архитектурную практику в Москве. Помощником Рыльского некоторое время работал архитектор А. Ф. Карст.
Член Московского архитектурного общества с 1908 года, с 1920 года являлся заместителем Председателя Общества. В 1918 году входил в состав Комиссии по охране памятников искусства и старины Моссовета, а также в состав специальной Комиссии по созданию «архитектурно-художественного фонда» Республики. В апреле 1918 года был командирован Комиссией по охране памятников искусства и старины (удостоверение № 781 от 24 апреля 1918 г.) для осмотра исторических памятников в Ярославле, Костроме и Нижнем Новгороде. До 1926 года руководил реставрацией сооружений Московского Кремля. В 1925 году Рыльский стал председателем Комиссии по изучению архитектуры Архитектурной секции Государственной Академии Художественных наук (ГАХН), в 1927—1928 годах являлся заместителем председателя Совета по вопросам реставрации при Наркомпросе.
Преподавал в ВХУТЕМАСе, в котором с 1925 года являлся деканом архитектурного факультета, а с 1934 года заведовал учебной частью. При многочисленных реорганизациях института, сохранял
должность заведующего кафедрой архитектурного проектирования (1923—1951); с 1936 года — заместитель директора МАРХИ по учебной части. Также преподавал ещё в нескольких учебных заведениях — Практическом строительном политехникуме (1923—1924), Московском институте гражданских инженеров (1923—1925), Московском Высшем Техническом Училище (1918—1925). Среди учеников Рыльского — М. О. Барщ, М. П. Парусников и ряд других известных архитекторов.
В июне 1933 года И. В. Рыльский делал на заседании Правления Союза архитекторов доклад о необходимости организации в Москве музея архитектуры, по итогам которого был основан современный Государственный научно-исследовательский музей архитектуры им. А.В. Щусева. В 1939 году стал действительным членом Всесоюзной Академии архитектуры. В 1942 году стал во главе Комиссии Академии архитектуры СССР по восстановлению разрушенных во время войны памятников архитектуры. В 1940—1948 годах являлся председателем Учёного совета Управления по делам искусств при СНК РСФСР по реставрации памятников Музея-заповедника в бывшей Троице-Сергиевой Лавре в Загорске.
Жил в Москве по адресу Последний переулок, 26.
Умер 29 декабря 1952 года. Похоронен в Москве на Новодевичьем кладбище (участок № 3).

## Работы
- Проект росписи собора Александра Невского (1907, Москва, Миусская площадь), не сохранился;
- Доходный дом Ледницкого (1909—1910, Москва, Кривоникольский переулок, 8);
- Двухэтажные особняки Банзы и Германа в усадьбе Виноградово (1911—1912);
- Загородный дом Ледницкого (1911—1912, Виленская губерния);
- Дача Удина (1911—1912, Иваново);
- Туберкулёзный санаторий (1911—1912, Иваново);
- Загородный дом в имении Вогау по Савёловской железной дороге (1911—1912);
- Два загородных дома в подмосковном имении «Долгопрудная» (усадьба Виноградово) (1911—1913, Москва, Долгопрудная аллея);
- Дача Ф. Ф. Надлера (1913, Иваново);
- Высшие женские курсы (1913, Санкт-Петербург);
- Перестройка городской усадьбы Я. А. Рекка (1913, Москва, Большая Никитская улица, 56 стр. 2)[8];
- Доходный дом, совместно с А. В. Ивановым (1914, Москва, Садовая-Спасская улица, 18);
- Доходный дом (1915, Москва, Трубниковский переулок, ?);
- Военный городок (клуб, летний театр, дом инвалидов, земская школа и реальное училище) (1915—1916, Старица);
- Реставрация Китайгородской стены, совместно с Н. В. Марковниковым, А. Ф. Мейснером, И. П. Машковым, И. Е. Бондаренко, С. К. Родионовым и др. (1919—1921, Москва), не сохранилась[9].
- Восстановление шатрика Беклемишевской башни (1920, Московский Кремль)

## Награды
- орден Трудового Красного Знамени (7.12.1946)